# Distrito de Birkenfeld
Birkenfeld es un distrito (Landkreis) en Renania-Palatinado, Alemania. Colinda con los distritos de Sankt Wendel (Sarre), Trier-Saarburg, Bernkastel-Wittlich, Rhein-Hunsrück, Bad Kreuznach y Kusel.

## Historia
En el pasado, el río Nahe fue la frontera entre dos diminutos principados: Birkenfeld oeste del Nahe, Lichtenberg y al este del río. El principado de Birkenfeld fue anexado por Oldemburgo en 1817; Lichtenberg se convirtió en un exclave de Sajonia-Coburgo. Esta última unidad fue comprada por Prusia en 1834 y se convirtió en el distrito de Sankt Wendel.
Después de la Primera Guerra Mundial la mitad sur de Sankt Wendel tuvo que ser cedida al recién creado territorio del Sarre, y la pequeña parte restante en Prusia fue oficialmente llamado Restkreis Sankt Wendel ( "distrito restante de Sankt Wendel"). En 1937 el distrito de Birkenfeld perteneciente a Oldemburgo se fusionó con el resto de Sankt Wendel para formar el nuevo distrito prusiano de Birkenfeld.
Tras la Segunda Guerra Mundial 24 aldeas fueron cedidas a la Sarre. No fue sino hasta 1970 que el distrito obtiene sus fronteras actuales.

## Localidades y municipios
Verband-ciudad libre: Idar-Oberstein
| Verbandsgemeinden | Verbandsgemeinden | Verbandsgemeinden | Verbandsgemeinden |
| --- | --- | --- | --- |
| - 1. Baumholder 1. Baumholder1, 2 2. Berglangenbach 3. Berschweiler bei Baumholder 4. Eckersweiler 5. Fohren-Linden 6. Frauenberg 7. Hahnweiler 8. Heimbach 9. Leitzweiler 10. Mettweiler 11. Reichenbach 12. Rohrbach 13. Rückweiler 14. Ruschberg | - 2. Birkenfeld 1. Abentheuer 2. Achtelsbach 3. Birkenfeld1, 2 4. Börfink 5. Brücken 6. Buhlenberg 7. Dambach 8. Dienstweiler 9. Elchweiler 10. Ellenberg 11. Ellweiler 12. Gimbweiler 13. Gollenberg 14. Hattgenstein 15. Hoppstädten-Weiersbach 16. Kronweiler 17. Leisel 18. Meckenbach 19. Niederbrombach 20. Niederhambach 21. Nohen 22. Oberbrombach 23. Oberhambach 24. Rimsberg 25. Rinzenberg 26. Rötsweiler-Nockenthal 27. Schmißberg 28. Schwollen 29. Siesbach 30. Sonnenberg-Winnenberg 31. Wilzenberg-Hußweiler | - 3. Herrstein 1. Allenbach 2. Bergen 3. Berschweiler bei Kirn 4. Breitenthal 5. Bruchweiler 6. Dickesbach 7. Fischbach 8. Gerach 9. Griebelschied 10. Herborn 11. Herrstein1 12. Hettenrodt 13. Hintertiefenbach 14. Kempfeld 15. Kirschweiler 16. Langweiler 17. Mackenrodt 18. Mittelreidenbach 19. Mörschied 20. Niederhosenbach 21. Niederwörresbach 22. Oberhosenbach 23. Oberreidenbach 24. Oberwörresbach 25. Schmidthachenbach 26. Sensweiler 27. Sien 28. Sienhachenbach 29. Sonnschied 30. Veitsrodt 31. Vollmersbach 32. Weiden 33. Wickenrodt 34. Wirschweiler | - 4. Rhaunen 1. Asbach 2. Bollenbach 3. Bundenbach 4. Gösenroth 5. Hausen 6. Hellertshausen 7. Horbruch 8. Hottenbach 9. Krummenau 10. Oberkirn 11. Rhaunen1 12. Schauren 13. Schwerbach 14. Stipshausen 15. Sulzbach 16. Weitersbach |
| 1sede de Verbandsgemeinde; 2municipio | | | |